# Новое (Весьегонский район)
Новое — деревня в Весьегонском муниципальном округе Тверской области.

## География
Деревня находится в северо-восточной части Тверской области на расстоянии приблизительно 30 км на юг-юго-восток по прямой от районного центра города Весьегонск на левом берегу реки Сёбла.

## История
Известна с 1859 года. Основана в первой половине XIX века. Дворов было 23 (1859), 45 (1889), 63 (1931), 26 (1963), 13 (1993), 9 (2008),. До 2019 года входила в состав Романовского сельского поселения до упразднения последнего.

## Население
Численность населения: 193 человека (1859 год), 190 (1889), 230 (1931), 68 (1963), 22 (1993),, 26 (100 % русские) в 2002 году, 14 в 2010.